# Coenosia
Coenosia is een geslacht van insecten uit de familie van de echte vliegen (Muscidae), die tot de orde tweevleugeligen (Diptera) behoort.

## Soorten
- C. acuminata Strobl, 1898
- C. agromyzina (Fallén, 1825)
- C. alaskensis Huckett, 1965
- C. albibasis Stein, 1920
- C. albicornis Meigen, 1826
- C. albifacies (Johnson, 1922)
- C. aliena Malloch, 1921
- C. alticola Malloch, 1919
- C. ambigua Séguy, 1923
- C. ambulans Meigen, 1826
- C. antennalis Stein, 1898
- C. antennata (Zetterstedt, 1849)
- C. anthracina Malloch, 1921
- C. apicata Huckett, 1965
- C. argentata Coquillett, 1904
- C. argenticeps Malloch, 1920
- C. arizona (Snyder, 1958)
- C. armiger Huckett, 1934
- C. atra Meigen, 1830
- C. atrata Walker, 1852
- C. atritibia Ringdahl, 1926
- C. attenuata Stein, 1903
- C. barbipes Rondani, 1866
- C. bartaki Gregor, 1991
- C. basalis (Stein, 1898)
- C. beschovskii Lavciev, 1970
- C. bilineella (Zetterstedt, 1838)
- C. bivittata Stein, 1908
- C. bonita Huckett, 1934
- C. borea (Snyder, 1958)
- C. brevisquama d'Assis-Fonseca, 1966
- C. californica (Malloch, 1920)
- C. calopyga Loew, 1872
- C. campestris (Robineau-Desvoidy, 1830)
- C. canadensis Curran, 1933
- C. candida Huckett, 1934
- C. cilicauda Malloch, 1920
- C. cingulipes (Zetterstedt, 1849)
- C. comita (Huckett, 1936)
- C. compressa Stein, 1904
- C. conflicta Huckett, 1965
- C. conforma Huckett, 1900
- C. dealbata (Zetterstedt, 1838)
- C. demoralis Huckett, 1965
- C. distinguens Collin, 1930
- C. dorsovittata Malloch, 1920
- C. dubiosa Hennig, 1961
- C. effulgens Huckett, 1934
- C. elegans Huckett, 1965
- C. emiliae Lukasheva, 1986
- C. errans Malloch, 1920
- C. facilis Huckett, 1965
- C. femoralis (Robineau-Desvoidy, 1830)
- C. flavibasis Huckett, 1934
- C. flavicornis (Fallén, 1825)
- C. flavidipalpis Huckett, 1934
- C. flavifrons Stein, 1898
- C. flavimana (Zetterstedt, 1845)
- C. flaviseta Huckett, 1965
- C. flavissima Hennig, 1961
- C. floridensis (Malloch, 1920)
- C. fraterna Malloch, 1918
- C. freyi Tiensuu, 1945
- C. frisoni Malloch, 1920
- C. fulvipes Huckett, 1965
- C. fumipennis Huckett, 1934
- C. furtiva Huckett, 1934
- C. fuscifrons Malloch, 1919
- C. fuscipes Huckett, 1965
- C. fuscopunctata Macquart, 1851
- C. genualis Rondani, 1866
- C. gracilis Stein, 1916
- C. graciliventris Ringdahl, 1954
- C. hilaris Huckett, 1966
- C. humilis Meigen, 1826
- C. impunctata Malloch, 1920
- C. incisurata Wulp, 1869
- C. infantula Rondani, 1866
- C. intacta Walker, 1852
- C. intermedia (Fallén, 1825)
- C. johnsoni Malloch, 1920
- C. karli Pont, 2001
- C. lacteipennis (Zetterstedt, 1845)
- C. laeta Huckett, 1934
- C. laricata Malloch, 1920
- C. lata Walker, 1852
- C. lineatipes (Zetterstedt, 1845)
- C. longimaculata Stein, 1920
- C. lyneborgi Pont, 1972
- C. maculiventris Huckett, 1934

- C. major (Malloch, 1920)
- C. means Meigen, 1826
- C. minor Huckett, 1965
- C. minutalis (Zetterstedt, 1860)
- C. mixta Schnabl, 1911
- C. modesta Loew, 1872
- C. mollicula (Fallén, 1825)
- C. morrisoni (Malloch, 1924)
- C. nevadensis Lyneborg, 1970
- C. nigrescens Stein, 1920
- C. nigricoxa Stein, 1920
- C. nigridigita Rondani, 1866
- C. nigrifemorata Huckett, 1965
- C. nigritarsis (Stein, 1898)
- C. nigritella Huckett, 1934
- C. nivea Loew, 1872
- C. nudipes Stein, 1920
- C. nudiseta Stein, 1898
- C. obscuricula (Rondani, 1871)
- C. occidentis Stein, 1901
- C. octopunctata (Zetterstedt, 1838)
- C. octosignata Camillo Róndani, 1866
- C. oregonensis Malloch, 1919
- C. ovata Stein, 1898
- C. paludis Tiensuu, 1939
- C. pallipes Stein, 1898
- C. patelligera Rondani, 1866
- C. pauli Pont, 2001
- C. pectoralis Huckett, 1934
- C. pedella (Fallén, 1825)
- C. peninsula (Snyder, 1958)
- C. perpusilla Meigen, 1826
- C. perspicua Huckett, 1934
- C. pilosissima Stein, 1920
- C. praetexta Pandellé, 1899
- C. pudorosa Collin, 1953
- C. pulicaria (Zetterstedt, 1845)
- C. pumila (Fallén, 1825)
- C. pygmaea (Zetterstedt, 1845)
- C. remissa Huckett, 1965
- C. rhaensis Hennig, 1961
- C. rubrina Huckett, 1934
- C. rufibasis Stein, 1920
- C. ruficornis Macquart, 1835
- C. rufipalpis Meigen, 1826
- C. sallae Tiensuu, 1938
- C. semivitta (Malloch, 1918)
- C. setigera Malloch, 1918
- C. setilamina Huckett, 1966
- C. setipes Huckett, 1965
- C. sexmaculata Meigen, 1838
- C. sexnotata Meigen, 1826
- C. sexpustulata Rondani, 1866
- C. simplex Stein, 1920
- C. solita Walker, 1852
- C. spinosa Walker, 1849
- C. stigmatica Wood, 1913
- C. strigipes Stein, 1916
- C. styriaca Hennig, 1961
- C. tarsata Huckett, 1965
- C. tausa Huckett, 1934
- C. tendipes Huckett, 1965
- C. testacea (Robineau-Desvoidy, 1830)
- C. tigrina (Fabricius, 1775)
- C. toshua Huckett, 1934
- C. trilineella (Zetterstedt, 1838)
- C. triseta Stein, 1898
- C. verralli Collin, 1953
- C. vibrissata Collin, 1953
- C. villipes Rondani, 1866